# Astronaut Wives Club
The Astronaut Wives Club – limitowany amerykański serial telewizyjny (dramat), wyprodukowany przez ABC Studios, Fake Empire Productions oraz Groundswell Productions. Serial jest oparty na książce o tym samym tytule autorstwa Lily Koppel. Serial był emitowany od 18 czerwca 2015 roku do 20 sierpnia 2015 roku przez ABC.

23 sierpnia 2015 roku, stacja ABC ogłosiła anulowanie serialu po pierwszym sezonie.

## Fabuła
Fabuła serialu dzieje się w latach 60. Serial opowiada prawdziwą historię żon astronautów, których mężowie przygotowują się do podboju kosmosu.

## Obsada

### Główna
- Dominique McElligott jako Louise Shepard[4]
- Yvonne Strahovski jako Rene Carpenter[5]
- Odette Annable jako Trudy Cooper[6]
- Joanna García jako Betty Grissom[7]
- Erin Cummings jako Marge Slayton[8]
- Azure Parsons jako Annie Glenn[9]
- Zoe Boyle jako Jo Schirra[10]
- Desmond Harrington jako Alan Shepard[11]
- Aaron McCusker jako Wally Schirra
- Kenneth Mitchell jako Deke Slayton[12]
- Wilson Bethel jako Scott Carpenter[13]

### Role drugoplanowe
- Evan Handler jako Duncan Dunk Pringl[14]

## Odcinki
| Sezon | Sezon | Odcinki | Oryginalna emisja | Oryginalna emisja | Oryginalna emisja | Oryginalna emisja | Oryginalna emisja |
| Sezon | Sezon | Odcinki | Premiera sezonu   | Finał sezonu      | Premiera sezonu   | Finał sezonu      |                   |
| ----- | ----- | ------- | ----------------- | ----------------- | ----------------- | ----------------- | ----------------- |
|       | 1     | 10      | 18 czerwca 2015   | 20 sierpnia 2015  | brak danych       | brak danych       |                   |

### Sezon 1 (2015)
| #  | Tytuł         | Reżyseria       | Scenariusz                        | Premiera         | Premiera |
| -- | ------------- | --------------- | --------------------------------- | ---------------- | -------- |
| 1  | Launch        | Lone Scherfig   | Stephanie Savage                  | 18 czerwca 2015  |          |
| 2  | Protocol      | Lone Scherfig   | Becky Hartman Edwards             | 25 czerwca 2015  |          |
| 3  | Retroattitude | J. Miller Tobin | Liz Tigelaark                     | 2 lipca 2015     |          |
| 4  | Liftoff       | J. Miller Tobin | Lisa Zwerling                     | 9 lipca 2015     |          |
| 5  | Flashpoint    | Elodie Keene    | Derek Simonds                     | 16 lipca 2015    |          |
| 6  | In the Blind  | Nate DiMio      | Patrick Norris                    | 23 lipca 2015    |          |
| 7  | Rendezvous    | Elodie Keene    | Becky Hartman Edwards             | 30 lipca 2015    |          |
| 8  | Abort         | Patrick Norris  | Liz Tigelaar                      | 6 sierpnia 2015  |          |
| 9  | The Dark Side | Jon Amiel       | Casallina Kisakye, Katie Schwartz | 13 sierpnia 2015 |          |
| 10 | Landing       | Jon Amiel       | Stephanie Savage, Lisa Zwerling   | 20 sierpnia 2015 |          |

## Produkcja
6 lutego 2014 roku, ABC zamówiła serial na sezon telewizyjny 2013/14, którego emisja była zaplanowana na lato.
Z powodów kilku zmian premiera serialu została przesunięta na 2015 rok